# Пашилка 2
Пашилка 2 (англ. Pashilqua 2) — індіанська резервація в Канаді, у провінції Британська Колумбія, у межах регіонального округу Сквоміш-Лілует.

## Населення
За даними перепису 2016 року, індіанська резервація нараховувала 45 осіб, показавши зростання на 50,0%, порівняно з 2011-м роком. Середня густина населення становила 14,4 осіб/км².
З офіційних мов обидвома одночасно не володів жоден з жителів, тільки англійською — 45. Усього 5 осіб вважали рідною мовою не одну з офіційних, з них усі — одну з корінних мов.
Працездатне населення становило 66,7% усього населення, рівень безробіття — 50%.

## Клімат
Середня річна температура становить 7,1°C, середня максимальна – 22,1°C, а середня мінімальна – -11,3°C. Середня річна кількість опадів – 384 мм.
| Клімат поселення                              | Клімат поселення | Клімат поселення | Клімат поселення | Клімат поселення | Клімат поселення | Клімат поселення | Клімат поселення | Клімат поселення | Клімат поселення | Клімат поселення | Клімат поселення | Клімат поселення | Клімат поселення |
| Показник                                      | Січ.             | Лют.             | Бер.             | Квіт.            | Трав.            | Черв.            | Лип.             | Серп.            | Вер.             | Жовт.            | Лист.            | Груд.            |                  |
| Середній максимум, °C                         | 1,94             | 5,22             | 9,51             | 13,91            | 18,31            | 22,07            | 21,51            | 21,50            | 16,74            | 10,65            | 3,90             | −0,91            |                  |
| Середня температура, °C                       | −4,68            | −1,38            | 2,90             | 7,30             | 11,70            | 15,46            | 18,33            | 18,32            | 13,56            | 7,48             | 0,73             | −4,08            |                  |
| Середній мінімум, °C                          | −11,29           | −7,99            | −3,7             | 0,68             | 5,09             | 8,84             | 15,17            | 15,15            | 10,40            | 4,31             | −2,44            | −7,27            |                  |
| Норма опадів, мм                              | 42               | 25               | 20               | 22               | 27               | 32               | 33               | 28               | 26               | 34               | 47               | 48               |                  |
| Середньомісячна швидкість вітру, м/с          | 2.10             | 2.13             | 2.45             | 2.70             | 2.51             | 2.36             | 2.21             | 2.01             | 1.85             | 2.08             | 2.20             | 2.10             |                  |
| Середньомісячна сонячна радіація, кДж/м²·день | 3105             | 6290             | 10749            | 15751            | 19366            | 21021            | 21886            | 18620            | 13075            | 7270             | 3463             | 2443             |                  |
| --------------------------------------------- | ---------------- | ---------------- | ---------------- | ---------------- | ---------------- | ---------------- | ---------------- | ---------------- | ---------------- | ---------------- | ---------------- | ---------------- | ---------------- |
| Джерело:                                      |                  |                  |                  |                  |                  |                  |                  |                  |                  |                  |                  |                  |                  |